# Авдияй, Альбион
Альбион Авдияй (нем. Albion Avdijaj; род. 12 января 1994, Цюрих) — албанский футболист, нападающий швейцарского клуба «Косова».

## Карьера

### Клубная карьера
Авдияй родился в семье выходцев из Косова в Цюрихе. Своё первое футбольное образование получил в школе местного клуба «Ред Стар», где его заметили представители «Грассхоппера». В 2004 году Авдияй попал в детскую команду «кузнечиков», где выступал вплоть до 2010 года, когда отправился в аренду в немецкий «Хоффенхайм». За основу немецкого клуба Авдияй не сыграл ни разу, ограничившись матчами за молодёжную команду, с которой занял второе место в сезоне 2010/11, став попутно одним из лучших бомбардиров сезона. В 2011 году футболист вернулся в Швейцарию, но вновь оказался вне главной команды «Грассхоппера». Его дебют во взрослом футболе состоялся в играх первой лиги Швейцарии. Сезон 2012/13 Авдияй вновь провёл в Германии, на сей раз в «молодёжке» «Вольфсбурга». Вновь довольно результативный сезон: 15 мячей в 25 матчах и победа в турнире команд до 19 лет. После очередного сезона во второй команде «Грассхоппера» на будущий год футболист опять возвращается в «Вольфсбург», за вторую команду которого сыграл более тридцати матчей. В сезоне 2015/16 Авдияй стал игроком «Вадуца» из Лихтенштейна, выступающего в Суперлиге Швейцарии. После вылета «Вадуца» из Суперлиги и окончания контракта с клубом Авдияй вернулся в «Грассхоппер», подписав контракт до 2021 года.

### Карьера в сборной
Как обладатель гражданства Швейцарии Альбион Авдияй получил право играть за сборную Швейцарии. Он вызывался в юношеские команды Швейцарии разных возрастов, проведя в общей сложности более 10 матчей. В 2014 году Авдияй сыграл два матча за национальную сборную Косова против Турции и Сенегала. Кроме того, в 2015 году игрок получил вызов в молодёжную сборную Албании, за которую сыграл два матча, забив в них один гол.

## Достижения
- Обладатель Кубка Лихтенштейна (2): 2016, 2017